# Vicko Krstulović
Vicko Krstulović (ur. 27 kwietnia 1905 w Splicie, zm. 28 września 1988 tamże) – chorwacki i jugosłowiański polityk.

## Życiorys
W 1922 roku wstąpił do Komunistycznej Partii Jugosławii. W 1939 roku został sekretarzem komitetu regionalnego w Dalmacji. Od 1940 roku był członkiem KC KPJ. Za swą działalność był więziony.
Był organizatorem antyfaszystowskiego ruchu oporu na obszarze Dalmacji. Należał do Antyfaszystowskiej Rady Wyzwolenia Narodowego Jugosławii (AVNOJ) i ZAVNOH.
Po zakończeniu II wojny światowej był deputowanym do parlamentu, ministrem federalnym i w rządzie lokalnym oraz członkiem KC SKJ. W latach 1952–1953 był przewodniczącym Zgromadzenia Socjalistycznej Republiki Chorwacji.